# Townes Van Zandt

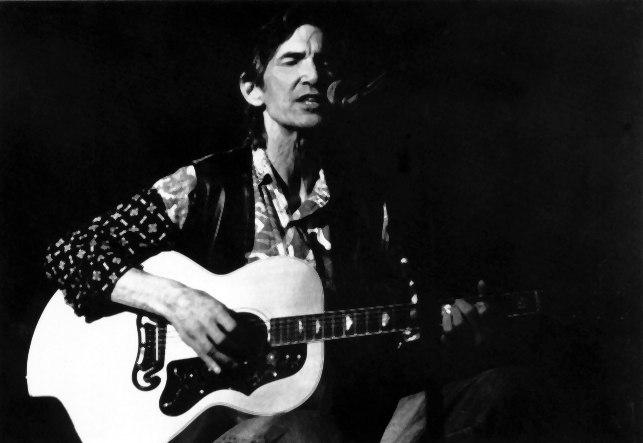
Townes Van Zandt in 1995

John Townes Van Zandt (Fort Worth, 7 maart 1944 – Smyrna, 1 januari 1997) was een Amerikaans folk- en countrymuzikant, singer-songwriter en dichter. Enkele van zijn nummers, zoals "If I Needed You", "To Live is to Fly" en "No Place to Fall", zijn nu klassiekers in hun genre.

## Biografie

### Jonge jaren
Townes Van Zandt is de zoon van Harris Williams Van Zandt (1913–1966) en Dorothy Townes (1919–1983). Hij had een broer en een zus, Bill en Donna. Townes kreeg een gitaar van zijn vader toen hij twaalf was. Hij was een prima leerling en actieve sporter. Hij scoorde hoog op IQ-tests en ging naar een internaat. Het gezin moest vaak reizen, omdat zijn vader bedrijfsjurist was. In 1962 begon Townes aan de universiteit, maar in het tweede jaar haalden zijn ouders hem er af uit bezorgdheid om zijn alcoholgebruik en depressieve periodes.
Op zijn negentiende werd een bipolaire stoornis (manisch-depressieve stoornis) bij hem vastgesteld. Daarop onderging hij drie maanden insulineshocktherapie. Hierdoor verloor hij een groot deel van zijn langetermijngeheugen. Zijn moeder zou later vertellen dat ze spijt had die therapie te hebben toegestaan. Als jonge twintiger wilde hij bij de luchtmacht, maar werd geweigerd door zijn aandoening en "sociaal onaangepast gedrag". Niet lang daarna stopte hij met school en besloot singer-songwriter te worden.

### Muzikale carrière
Tijdens zijn leven had Townes Van Zandt een kleine, maar toegewijde groep fans. Hij slaagde er echter nooit in om door te breken en kon zijn opnames slechts met veel moeite op de markt brengen. Dat Willie Nelson en Merle Haggard in 1983 een hit scoorden met hun cover van Van Zandts "Pancho and Lefty", zes jaar nadat Emmylou Harris haar cover van dat nummer had uitgebracht, kon het tij niet keren. Van Zandt leefde doorgaans in goedkope motels, bij vrienden of in blokhutten en leed aan een drugs- en alcoholverslaving. In de jaren 2000 groeide de interesse in het werk van Van Zandt en verschenen er twee boeken, een documentaire en een aantal tijdschriftartikelen over de zanger.

### Levenseinde
Zijn laatste concert was in The Borderline in Soho, Londen op 3 december 1996. De dag ervoor was de laatste keer dat hij zijn nieuwe liefde, Claudia Winterer, zag, in Frankfurt.
Townes Van Zandt stierf op Nieuwjaarsdag 1997, precies 44 jaar na de dood van zijn grote idool Hank Williams. Hij werd 52 jaar oud. De doodsoorzaak was - volgens het autopsierapport - een hartritmestoornis veroorzaakt door gezondheidsproblemen als gevolg van drugsgebruik. De dag ervoor was Townes nog geopereerd aan zijn nek na een val van de trap in zijn huis, tien dagen eerder. Ook na die val wilde Townes doorgaan met de geplande opnames van nieuw werk.
Toen Townes op 1 januari thuis onwel werd, probeerde Jeanene Munsell, zijn derde echtgenote, hem te reanimeren. In het ziekenhuis werd met een defibrillator nog een flauwe hartslag bereikt, maar Townes haalde het uiteindelijk niet. De begrafenis was op 5 januari in Belmont Church in Nashville. Bij de dienst waren veel oude vrienden, sommigen speelden zijn nummers. Zijn as werd voor de helft aan zijn echtgenote en kinderen gegeven. De andere helft werd bijgezet in het familiegraf op Dido Cemetry. Op zijn grafsteen staat "To Live's To Fly".

## Concerten in België
- Onbekende locatie, Brussel, april 1989.
- Gele Zaal (nu Handelsbeurs), Gent, november 1992.
- AB Club, Brussel, 3 november 1992.
- Lokerse Feesten, Lokeren, 31 juli 1993.
- De Kelk, Brugge, 22 oktober 1993.
- Den Ekster, Dranouter, 5 november 1994.
- AB Club, Brussel, 13 en 14 november 1995.
- Folkfestival, Ladeuzeplein Leuven, 4 december 1995.
- Den Ekster, Dranouter, 14 november 1996.

## Discografie

### Albums
- 1968 For The Sake Of The Song
- 1969 Our Mother The Mountain
- 1970 Townes Van Zandt
- 1971 Delta Momma Blues
- 1972 High, Low & In Between
- 1972 The Late, Great Townes Van Zandt
- 1977 Live At The Old Quarter, Houston
- 1978 Flyin' Shoes
- 1987 At My Window
- 1989 Live And Obscure
- 1991 Rain On A Conga Drum
- 1993 The Nashville Sessions
- 1993 Rear View mirror
- 1994 Road Songs
- 1994 No Deeper Blue
- 1996 Townes Van Zandt Abnormal
- 1997 The Highway Kind
- 1997 Last Rights
- 1999 A Far Cry From Dead
- 1999 In Pain (Live)
- 2001 Live At McCabes
- 2001 Texas Rain (The Texas Hill Country Recordings)
- 2002 A Gentle Evening With Townes Van Zandt
- 2002 Ábsolutely Nothing
- 2003 In The Beginning
- 2003 Acoustic Blue
- 2004 Live At The Jester Lounge (Houston, Texas 1966)
- 2004 Rear View Mirror 2
- 2005 Live At Union Chapel, London, England (Live)
- 2005 A Private Concert (Live)

### Singles
- 1968 Waiting Around To Die / Talking Karate Blues
- 1969 Second Lovers / Tecumseh Valley
- 1971 Come Tomorrow / Delta Mama Blues
- 1972 Greensboro Woman / Standin'
- 1972 If I Needed You / Sunshine Boy
- 1972 Honky Tonkin' / Snow Don't Fall
- 1972 Fraulein / Don't Let The Sunshine Fool Ya
- 1972 Pancho and Lefty / Heavenly Houseboat Blues
- 1973 Pancho and Lefty / If I Needed You
- 1978 Who Do Yo Love / Dollar Bill Blues
- 1978 When She Don't Need Me / No Place To Fall
- 1999 Riding The Range / Dirty Old Town
- 2002 Highwaykind (cd single)

### Video
- 1977 Heartworn Highways (DVD/VHS)
- 1991 Live In Amsterdam (DVD/VHS)
- 1995 No Deeper Blue: The Videos (DVD/VHS)
- 2004 Houston 1988: A Private Concert (DVD)
- 2006 Be Here To Love Me: A Film About Townes Van Zandt (DVD)